# Amélie Neten
Amélie Neten, née le 31 juillet 1985 en Allemagne[source secondaire souhaitée], sur une base militaire est une candidate de télé-réalité, autrice, animatrice de télévision et influenceuse belge.
Elle fait ses premiers pas à la télévision en 2010 sur TF1 en participant à la quatrième saison de Secret Story.
Elle enchaîne ensuite sur NRJ 12 en participant régulièrement à l’émission Les Anges ou encore Les Vacances des anges ou plus récemment sur W9 avec Les Cinquante.

## Biographie

### Jeunesse et débuts
Elle est née le 31 juillet 1985. Elle vit sur une base en Allemagne avant de s’installer en Belgique avec sa famille. Elle est la fille d'un militaire à cheval. Elle est mannequin et barmaid. En 2010, elle intègre la saison 4 de l’émission Secret Story avec comme secret « Je suis un Don Juan au féminin ». Dans cette même émission, elle se fera connaître grâce à son caractère bien trempé et grâce au couple qu'elle forme avec Senna, avec qui elle s'est mariée durant l'émission.
Elle poursuit avec la première saison des Anges de la télé-réalité sur NRJ 12, où elle devient une des candidates les plus emblématiques en participant à 7 saisons mais aussi grâce à son caractère et son amitié avec Nabilla Benattia.

### Vie privée et polémique
En 2012, elle donne naissance à son fils Hugo Neten ; le père de l'enfant serait Romain Garzoli, un joueur français de handball.
En 2015, Amélie annonce que sa grande sœur est une nouvelle fois atteinte d’un cancer. La même année, elle officialise sa relation avec le footballeur belge Philippe Léonard, avec qui elle est encore actuellement en couple.
En 2017, elle est accusée de maltraitance envers son fils à la suite de lettres anonymes déclarant qu'Amélie serait une mauvaise mère envers son enfant, ce qui entraîne une enquête judiciaire.
La même année, elle est au casting de la deuxième saison des Vacances des Anges, où elle se fera renvoyer du tournage à la suite d'une altercation avec une autre candidate, Kim Glow, qui serait partie en bagarre. Tout cela commence la fin d'un week-end, Kim ne souhaitait pas rendre son téléphone à la production alors que ce sont les règles ; Amélie s'en est donc mêlée ce qui a agacé Kim, qui l'aurait insultée elle et son fils, cela a fait réagir Amélie, elle lui aurait asséné un coup en plein visage.

### Pourquoi tant de haine?
Après cette enquête, elle décide de publier un ouvrage intitulé Pourquoi tant de haine ?, chez l'éditeur Michel Lafon. Avec comme résumé : « C'est en 2010 que la vie de la jolie Amélie Neten change radicalement. Malgré l'opposition formelle de son père, militaire de carrière, la jeune fille accepte d'être enfermée trois mois dans la Maison des secrets pour l'émission de télé-réalité présentée sur TF1 par Benjamin Castaldi… ».

### La Revanche des EX (2016-2018)
En 2016, elle devient animatrice sur NRJ12 pour l'émission La Revanche des Ex, qui est la version française de l'émission Ex On the Beach aux États-Unis ; l’émission ne durera seulement qu'une saison.
La même année, elle fait ses premiers pas en tant que chroniqueuse dans l'émission Le Mad Mag, présentée par Ayem Nour.
En 2018, elle décide de passer derrière la caméra et d'aller du côté de la production de La Grosse Équipe, qui produit notamment Les Anges. Dans ce rôle, Amélie aidera à la production pour trois programmes de téléréalité, avant de quitter ce métier.

### Retour à la télévision (depuis 2022)
En 2022, après avoir fait son retour à la télévision en participant à la première édition de l’émission Les Cinquante produite par W9. Elle y retourne en 2023 pour la saison 2, qu’elle remporte en promettant à un de ses followers une somme de 22 301 euros.
La même année, elle annonce tristement le décès de sa mère sous un post Instagram.
En 2024, elle retourne sur la chaîne W9 pour participer à leur nouveau programme en rapport avec les Jeux olympiques qui est Les Apprentis Champions, une émission consacrée au sport. L'émission est présentée par Laurent Maistret, Paga, Patrick Montel ou encore Muriel Hurtis.
Pour la nouvelle saison des Cinquante, elle est désormais au coté du lion ; elle est donc animatrice.

## Filmographie

### Participantes
- 2010: Secret Story 4 sur TF1
- 2011: Les Anges de la télé-réalité : Los Angeles sur NRJ12
- 2011: Les Anges de la télé-réalité 2 : Miami Dreams sur NRJ12
- 2011: Amélie en mode baby sur NT1
- 2012: Les Anges de la télé-réalité 4 : Club Hawaï sur NRJ12
- 2012: Secret Story 6 sur TF1 - invitée
- 2013: Les Anges vous disent tout sur NRJ12
- 2013: Les Anges de la télé-réalité 5 : Welcome to Florida sur NRJ12
- 2013: Secret Story 7 sur TF1 - invitée
- 2014: Les Anges de la télé-réalité 6 : Australia sur NRJ12
- 2014: Secret Story 8 sur TF1 - invitée
- 2014: Les Anges fêtent Noël sur NRJ12
- 2015: Les Anges 7 : Latin America sur NRJ12
- 2015: Les Vacances des Anges : All stars sur NRJ12
- 2016: Friends Trip 2 sur NRJ12
- 2017: Les Vacances des Anges 2 : Bienvenue chez les Grecs sur NRJ12
- 2018: Friends Trip 4 sur NRJ12
- 2018: Les Anges 10 : Let’s Celebrate sur NRJ12
- 2022: Les Cinquante sur W9
- 2023: Les Apprentis Aventuriers 6 sur W9
- 2023: Les Cinquante 2 sur W9 - Vainqueur
- 2024: Super Mytho sur M6+
- 2024: Les Apprentis Champions sur W9
- 2025: Secret Story 13 sur TFX (invitée)

### Actrice
- 2014 - 2015 : Hollywood Girls : elle-même (saisons 3 & 4)  sur NRJ12

### Animatrice & Chroniqueuse
- 2016: Le Mad Mag sur NRJ12 - Chroniqueuse
- 2016: La Revanche des Ex sur NRJ12 - Animatrice
- 2024: Les Cinquante 3 sur W9 - Co-animatrice avec Le Lion

### Clips
- 2005: Grégory Lemarchal - Le Feu sur les planches[18]

## Publication
- Pourquoi tant de haine ?, Neuilly-sur-Seine, Michel Lafon, 2017, 207 p. (ISBN 978-2749931982)[1],[19].